# 福建省永定县第二中学
福建省永定二中，简称 永定二中，位於中华人民共和国福建省永定县凤城镇，是一所创建于2000年的全日制初中。